# Хорн, Ребекка
Ребекка Хорн (англ. Rebecca Horn; 24 марта 1944, Михельштадт, Германия — 6 сентября 2024) — современная немецкая художница и режиссёр. Жила и работала в Париже и Берлине.

## Биография и творчество
Ребекку воспитывала няня, бывшая художница из Румынии, которая начала учить её рисовать, когда ей было года полтора. Большую часть своего детства она провела в школах-интернатах. Когда Ребекке было 19 лет, родители хотели, чтобы она изучала экономику, но поступив по-своему, она стала изучать искусство. В 1964 году она заразилась тяжёлым легочным заболеванием, год она провела в санатории. После выписки из санатория, она всё ещё не чувствовала себя достаточно хорошо, чтобы жить полноценной жизнью. Ей приходилось принимать множество антибиотиков и долго спать. Но несмотря на это, она продолжала работать с более простыми материалами. Когда она находилась в кровати, ей нравилось рисовать цветными карандашами, которые всё ещё остаются её любимыми инструментами. Хорн окончила Гамбургскую высшую школу изобразительного искусства. В 1971 году стажировалась в лондонском Художественном колледже Св. Мартина. В 1973 году состоялась её первая персональная выставка в берлинской галерее Рене Блока.
Хорн занялась перформансами в конце 1960-х — начале 1970-х. Несколько раз участвовала в кассельской «Документе» (1972, 1977, 1982, 1992).
Умерла 6 сентября 2024 года в возрасте 80 лет.

### Перформансы
- Единорог (Einhorn; Unicorn) — девушка прогуливалась по полям и лесам с водруженным на голове рогом, который крепился ремнями к её обнаженному телу.
- Finger Gloves (1972) — Хорн в перчатках с длинными пальцами царапала стены комнаты.

### Режиссёрские работы
- Der Eintänzer (1978, Одинокий танцовщик)
- La ferdinanda: Sonate für eine Medici-Villa (1982, Фердинандо: соната для виллы Медичи)
- Buster’s Bedroom (1990, Спальня Бастера)[11]

## Признание
В 2010 году Ребекка Хорн получила Императорскую премию.
Работы Хорн находятся в собраниях Музея Соломона Р. Гуггенхайма, Нью-Йорк, Музея современного искусства, Нью-Йорк, Музея современного искусства в Лос-Анджелесе, Музея современного искусства в Сан-Франциско, США; Художественной галерее Нового Южного Уэльса, Австралия; Кастелло ди Риволи, Турин, Италия; Галереи Тейт, Лондон, Великобритания; Центра Жоржа Помпиду, Париж, Франция; Центра искусств и медиатехнологий, Карлсруэ, Германия; Городского Музея Ван Аббе в Эйндховене, Нидерланды и других.